# Призрак Оперы (фильм, 1998)
«Призрак Оперы» — кинофильм 1998 года, очередная достаточно вольная экранизация одноимённого романа Гастона Леру.

## Сюжет
В 1877 году в Париже крысы спасают брошенного ребёнка и воспитывают его в подземельях Парижской Оперы. Ребёнок становится Призраком Оперы. Призрак оперы, мизантроп, убивающий всякого, кто осмеливается проникнуть в его подземные владения, точно так же, как люди убивают крыс, отважившихся показаться наверху.
Фантом влюбляется в Кристину, начинающую оперную певицу. Он разговаривает с ней при помощи телепатии и у них завязываются романтические отношения. В отличие от других версий этой истории, Фантом не учит Кристину петь.
Тем временем аристократ Рауль тоже влюбляется в Кристину, хотя поначалу та предлагает ему только платонические отношения. Позже она задумывается о том, что, возможно, влюбилась в обоих мужчин.
После того, как Фантом проводит ночь с Кристиной, он принуждает её остаться в своих подземных залах, в то время как он сам освобождает для неё роль Джульетты, роняя люстру. Кристина злится на Фантома и его методы воздействия на людей. Когда он возвращается, она говорит ему, что ненавидит его, и отказывается от роли, которую тот для неё освободил, после чего Фантом насилует её. Пока Фантом играет со своими крысами, Кристина сбегает.
Кристина влетает в объятия Рауля и они взбираются на крышу, где Фантом слышит, как они признаются друг другу в любви. Следующей ночью, когда Кристина поёт, он взлетает на сцену и утаскивает её в свои владения. Рауль с остальными бросается на помощь и подстреливает его. Всё, что беспокоит смертельно раненого Фантома — это безопасность Кристины, он боится, что полиция убьёт её, так как теперь все знают, что она его госпожа. Фантом показывает Кристине и Раулю путь по воде из подземных туннелей, после чего сам сражается с полицией, в то время как Рауль увозит на лодке Кристину, находящуюся в состоянии истерики, после чего Фантом погибает.

## В ролях
- Джулиан Сэндс — Призрак Оперы
- Азия Ардженто — Кристина Дае
- Андреа Ди Стефано — Рауль, виконт де Шаньи
- Надя Ринальди — Карлотта
- Коралина Катальди-Тассони[итал.] — Онорина
- Иштван Бублик — крысолов Игнатий
- Люсия Гуццарди — мадам Жири
- Китти Кери — Полетта
- Золтан Барабас — мсье Полиньи